# Vieja regani
Vieja regani es una especie de peces de la familia Cichlidae en el orden de los Perciformes.

## Morfología
Los machos pueden llegar alcanzar los 30 cm de longitud total.

## Distribución geográfica
Se encuentra en Norteamérica: cuenca del río Coatzacoalcos.